# STRONG BODY
「STRONG BODY」（ストロング　バーディ）は、阪井あゆみの3枚目のシングル。「阪井あゆみ × twenty4-7」名義でリリースされた。

## 収録曲
1. STRONG BODY
  - 作詞・作曲：LORI FINE　編曲：COLDFEET
  - ゼスプリインターナショナルジャパン「ゴールドキウイ」CMソング
2. Strike One 
  - 作詞・作曲：LORI FINE　編曲：COLDFEET
3. STRONG BODY (Instrumental)
4. Strike One (Instrumental)